# تراسي ويلر
تراسي ويلر (بالإنجليزية: Tracey Wheeler)‏ هي لاعبة كرة قدم أسترالية، ولدت في 26 سبتمبر 1967 في سيدني في أستراليا. شاركت مع منتخب أستراليا لكرة القدم للسيدات.

## وصلات خارجية
- تراسي ويلر على موقع الاتحاد الدولي (مؤرشف)  (الإنجليزية)
- تراسي ويلر على موقع قاعدة بيانات كرة القدم.إي يو (الإنجليزية)
- تراسي ويلر على موقع أوليمبيديا (الإنجليزية)
- تراسي ويلر على موقع اللجنة الأولمبية الأسترالية (الإنجليزية)